# دیوید مک‌کریری
دیوید مک‌کریری (انگلیسی: David McCreery؛ زادهٔ ۱۶ سپتامبر ۱۹۵۷) یک بازیکن فوتبال اهل بریتانیا است.
از باشگاه‌هایی که در آن بازی کرده‌است می‌توان به کویینز پارک رنجرز، نیوکاسل یونایتد، منچستر یونایتد، هارتل پول یونایتد، کارلایل یونایتد، و هارت آف میدلوتیان اشاره کرد.